# Blumentopf (Band)
Blumentopf war eine deutsche Hip-Hop-Band, die im Jahr 1992 in Freising gegründet wurde. Ihr erstes Album Kein Zufall veröffentlichten sie 1997 über Four Music, wo sie bis 2009 unter Vertrag standen. Ab 2010 standen sie beim Plattenlabel EMI unter Vertrag. Am 23. Oktober 2015 gaben sie auf ihrer Facebookseite ihre Auflösung bekannt. Ihr letztes Konzert spielte die Band am 22. Oktober 2016 in ihrer Heimatstadt München.

## Geschichte
Die Band bestand seit ihrer Gründung 1992 aus den vier Rappern Cajus Heinzmann, Bernhard Wunderlich, Florian Schuster und Roger Manglus sowie dem DJ Sebastian Weiss. Ihre erste Veröffentlichung war die 1996 erschienene EP Abhängen, auf die 1997 das erste Album Kein Zufall folgte. Die daraus ausgekoppelte Single 6 Meter 90 verfehlte zwar die Singlecharts, das dazugehörige Musikvideo wurde aber mehrfach im Musikfernsehen gespielt.
Das 1999 veröffentlichte zweite Album Großes Kino erreichte Platz 21 in den Albumcharts. Erneut wurden die ausgekoppelten Singles Fensterplatz und Was der Handel bei VIVA bzw. MTV gespielt, erzielten aber keine Chartplatzierung. Ähnlich lief es mit den jeweiligen Singles (Liebe und Hass bzw. Better Life GmbH) der beiden Folgealben Eins A (Platz 16 in den Albumcharts) und Gern geschehen (Platz 7). Erst die Single Horst des fünften Albums Musikmaschine brachte ihnen die erste Platzierung in der Top 100 der deutschen Single-Charts. Das Lied Platz 80 kommentiert auf ironische Weise den gescheiterten Versuch der vorhergehenden Jahre, dies zu erreichen. Roger kommentierte dies mit den Worten: „Wir sind eine Albumband, Auskopplungen verkauften wir nie gut.“
Zuvor hatte die Band bundesweite Aufmerksamkeit durch ihre Zusammenarbeit mit dem deutschen öffentlich-rechtlichen Fernsehsender Das Erste im Rahmen der Berichterstattung zur Fußball-Weltmeisterschaft 2006 bekommen. In der Sportschau wurden die deutschen WM-Spiele in Form eines Liedes kommentiert, das im Anschluss an die Spiele gesendet und in Anlehnung an herkömmliche Reportagen im Sinne einer rappenden Berichterstattung als „Raportage“ bezeichnet wurde. Dieses Konzept wurde weiter fortgesetzt, so auch zur Europameisterschaft 2008, Weltmeisterschaft 2010, Europameisterschaft 2012 und zuletzt zur Weltmeisterschaft 2014.
Das siebte Studioalbum mit dem Titel Nieder mit der GbR wurde am 21. September 2012 veröffentlicht. Die Singleauskopplung Rosi, die gemeinsam mit Günther Sigl von der Spider Murphy Gang aufgenommen wurde, erzählt die Geschichte des Songs Skandal im Sperrbezirk weiter.
Im Februar 2015 veröffentlichten Blumentopf zusammen mit Texta unter dem Gruppennamen TNT das gemeinsame Album #hmlr.
Am 18. September desselben Jahres erschien ein gemeinsames Album von Roger Manglus und Florian Schuster alias Roger & Schu mit dem Titel Clap Your Fingers.
Am 22. Oktober 2015 wurde in einem Video die Auflösung der Band und ein Abschiedskonzert ein Jahr darauf angekündigt. Dieses spielte die Band am 22. Oktober 2016 im Zenith in München.

## Sonstiges
2005 unternahm die Gruppe eine Nahost-Tour auf Einladung des Goethe-Instituts. Diese dauerte vom 5. bis zum 26. November 2005. Dabei spielte die Gruppe unter anderem in Tel Aviv, Bethlehem, Beirut und Amman und kollaborierte mit lokalen Musikern wie der Y-Crew aus Ägypten, Jordanien, Israel, Syrien und dem Libanon.
Ab Mitte 2007 arbeiten die Bandmitglieder an verschiedenen Soloprojekten. Sepalots Album Red Handed erschien Anfang Juni 2008, Alles Roger von Roger Anfang Juli und Cajus’ Album Planet Cajun Anfang September desselben Jahres.
Seit Anfang Mai 2008 sind Blumentopf zudem in ihrer wöchentlichen Radioshow bei on3radio zu hören.
Im September 2015 veröffentlichten Roger & Schu gemeinsam das Album Clap Your Fingers.

## Auszeichnungen
2001 und 2002 wurde Blumentopf von den Lesern der Hip-Hop-Zeitschrift Juice der Titel „Beste Live-Band“ verliehen. 2001 wurden sie mit einem bronzenen Bravo Otto in der Kategorie „Hip-Hop National“ ausgezeichnet.
Blumentopf nahm als Vertreter für den Freistaat Bayern am Bundesvision Song Contest 2010, welcher am 1. Oktober 2010 in Berlin stattfand, teil und belegte den vierten Platz.

## Diskografie

### Studioalben
| Jahr | Titel              | Höchstplatzierung, Gesamtwochen, AuszeichnungChartplatzierungen (Jahr, Titel, Platzierungen, Wochen, Auszeichnungen, Anmerkungen) | Höchstplatzierung, Gesamtwochen, AuszeichnungChartplatzierungen (Jahr, Titel, Platzierungen, Wochen, Auszeichnungen, Anmerkungen) | Höchstplatzierung, Gesamtwochen, AuszeichnungChartplatzierungen (Jahr, Titel, Platzierungen, Wochen, Auszeichnungen, Anmerkungen) | Anmerkungen                              |
| Jahr | Titel              | DE | AT | CH | Anmerkungen                              |
| ---- | ------------------ | --- | --- | --- | ---------------------------------------- |
| 1997 | Kein Zufall        | — | — | — | Erstveröffentlichung: 3. September 1997  |
| 1999 | Großes Kino        | DE21 (9 Wo.)DE | — | — | Erstveröffentlichung: 2. August 1999     |
| 2001 | Eins A             | DE16 (7 Wo.)DE | AT44 (5 Wo.)AT | CH82 (3 Wo.)CH | Erstveröffentlichung: 1. Oktober 2001    |
| 2003 | Gern Geschehen     | DE7 (6 Wo.)DE | AT25 (4 Wo.)AT | CH36 (5 Wo.)CH | Erstveröffentlichung: 15. September 2003 |
| 2006 | Musikmaschine      | DE7 (6 Wo.)DE | AT49 (2 Wo.)AT | CH34 (5 Wo.)CH | Erstveröffentlichung: 8. September 2006  |
| 2010 | Wir                | DE11 (6 Wo.)DE | AT30 (2 Wo.)AT | CH27 (3 Wo.)CH | Erstveröffentlichung: 4. Juni 2010       |
| 2012 | Nieder mit der GbR | DE6 (5 Wo.)DE | AT27 (2 Wo.)AT | CH21 (3 Wo.)CH | Erstveröffentlichung: 21. September 2012 |

### Kollaboalben
| Jahr | Titel | Höchstplatzierung, Gesamtwochen, AuszeichnungChartplatzierungen (Jahr, Titel, Platzierungen, Wochen, Auszeichnungen, Anmerkungen) | Höchstplatzierung, Gesamtwochen, AuszeichnungChartplatzierungen (Jahr, Titel, Platzierungen, Wochen, Auszeichnungen, Anmerkungen) | Höchstplatzierung, Gesamtwochen, AuszeichnungChartplatzierungen (Jahr, Titel, Platzierungen, Wochen, Auszeichnungen, Anmerkungen) | Anmerkungen                                      |
| Jahr | Titel | DE | AT | CH | Anmerkungen                                      |
| ---- | ----- | --- | --- | --- | ------------------------------------------------ |
| 2015 | #HLMR | DE31 (1 Wo.)DE | AT12 (3 Wo.)AT | CH57 (1 Wo.)CH | Erstveröffentlichung: 20. Februar 2015 mit Texta |

### Livealben
- 2017: Die letzte Show (Live)

### Kompilationen
- 2012: B-Seiten und Raritäten

### EPs
- 1996: Abhängen EP
- 1998: Popcorn EP
- 2002: Kaleidoskop (mit Texta und Total Chaos)

### Singles
| Jahr | Titel Album         | Höchstplatzierung, Gesamtwochen, AuszeichnungChartplatzierungen (Jahr, Titel, Album, Platzierungen, Wochen, Auszeichnungen, Anmerkungen) | Höchstplatzierung, Gesamtwochen, AuszeichnungChartplatzierungen (Jahr, Titel, Album, Platzierungen, Wochen, Auszeichnungen, Anmerkungen) | Anmerkungen                             |
| Jahr | Titel Album         | DE | AT | Anmerkungen                             |
| ---- | ------------------- | --- | --- | --------------------------------------- |
| 2006 | Horst Musikmaschine | DE68 (6 Wo.)DE | AT14 (7 Wo.)AT | Erstveröffentlichung: 11. August 2006   |
| 2010 | SoLaLa Wir          | DE45 (3 Wo.)DE | AT74 (1 Wo.)AT | Erstveröffentlichung: 3. September 2010 |

Weitere Singles
- 1997: 6 Meter 90
- 1997: Man kann nicht alles haben
- 1999: Fensterplatz
- 1999: Was der Handel
- 2000: Safari
- 2001: Liebe und Hass
- 2001: R’n’B
- 2002: Flirtaholics
- 2003: Better Life GmbH (feat. Smudo)
- 2003: Saftig / Sei da
- 2004: Macht Platz
- 2004: Alt (Texta feat. Blumentopf)
- 2005: Weißt du wer?
- 2007: Die City schläft
- 2010: Wir
- 2011: Fenster zum Berg
- 2012: Neulich in der City
- 2012: Bin dann mal weg (feat. Ingo Pohlmann)
- 2012: Rosi (feat. Günther Sigl)

### Videoalben
- 2004: Gern Geschehen
- 2012: Nieder mit der GbR - Live

## Sonstige Veröffentlichungen
- 2005: Voices (Nippon Connection – Exchanging Tracks)
- 2006: WM-Raportagen (ARD)
- 2006: Kann man nich lern (Clueso feat. Blumentopf) (Juice Exclusive! auf Juice-CD #63)
- 2006: Gute Musik (Juice Exclusive! auf Juice-CD #66)
- 2006: Ja klar! (Juice Exclusive! auf Juice-CD #68)
- 2008: EM-Raportagen (ARD)
- 2009: Wahlwerbespot zur Bundestagswahl 2009
- 2010: Laut (Juice Exclusive! auf Juice-CD #107)
- 2010: WM-Raportagen (ARD)
- 2012: EM-Raportagen (ARD)
- 2014: WM-Raportagen (ARD)